# 2004-es nemzetközi Formula–3000-es szezon
A 2004-es nemzetközi Forma-3000-es szezon a Formula 1 előszobájának harmincnyolcadik szezonja volt, valamint a huszadik és egyben utolsó szezonja is a Nemzetközi Forma-3000-es bajnokság név alatt. A 2004-es FIA Formula 3000 Nemzetközi Bajnokság, amelyet 2004. április 24. és szeptember 11. között tíz fordulón keresztül rendeztek meg. Két címet osztottak ki, egy pilóta és egy csapatbajnoki címet Ez volt az utolsó szezon amit FIA Formula 3000 nemzetközi bajnokság név alatt indítottak el, mielőtt 2005-ben felváltotta a GP2 világszéria.

## Csapatok és versenyzők
| Team                | No. | Driver                | Rounds |
| ------------------- | --- | --------------------- | ------ |
| Arden International | 1   | Vitantonio Liuzzi     | All    |
| Arden International | 2   | Robert Doornbos       | All    |
| CMS Performance     | 3   | José María López      | All    |
| CMS Performance     | 4   | Mathias Lauda         | All    |
| Durango Corse       | 5   | Yannick Schroeder     | 1–8    |
| Durango Corse       | 5   | Matteo Meneghello     | 9      |
| Durango Corse       | 5   | Michele Rugolo        | 10     |
| Durango Corse       | 6   | Rodrigo Ribeiro       | 1–4    |
| Durango Corse       | 6   | Ernesto Viso          | 5–10   |
| Coloni Motorsport   | 7   | Jeffrey van Hooydonk  | 1–4    |
| Coloni Motorsport   | 7   | Patrick Friesacher    | 5–10   |
| Coloni Motorsport   | 8   | Can Artam             | 1–5, 7 |
| Coloni Motorsport   | 8   | Chanoch Nissany       | 8–10   |
| Super Nova Racing   | 9   | Patrick Friesacher    | 1–4    |
| Super Nova Racing   | 9   | Jeffrey van Hooydonk  | 5–10   |
| Super Nova Racing   | 10  | Alan van der Merwe    | 1–7    |
| Super Nova Racing   | 10  | Can Artam             | 8–10   |
| Team Astromega      | 11  | Nico Verdonck         | 1–9    |
| Team Astromega      | 11  | Raffaele Giammaria    | 10     |
| Team Astromega      | 12  | Jan Heylen            | 1–4    |
| Team Astromega      | 12  | Olivier Tielemans     | 6–10   |
| BCN F3000           | 14  | Enrico Toccacelo      | All    |
| BCN F3000           | 15  | Esteban Guerrieri     | All    |
| Ma-Con Engineering  | 16  | Tony Schmidt          | All    |
| Ma-Con Engineering  | 17  | Tomáš Enge            | All    |
| AEZ Racing          | 18  | Raffaele Giammaria    | 1–8    |
| AEZ Racing          | 18  | Matteo Grassotto      | 9–10   |
| AEZ Racing          | 19  | Ferdinando Monfardini | All    |
| Sources:            |     |                       |        |

Az összes csapat Lola B02/50 kasztnit, Zytek-Judd KV motort és Avon gumiabroncsot használt.